# Desarrollo de la doctrina de los testigos de Jehová
Las doctrinas difundidas a través de las publicaciones de la Sociedad Watchtower -desde 1931, parte de los Testigos de Jehová- se han desarrollado desde que en 1879 comenzó la publicación de la revista La Torre del Vigía (antecesora de la actual revista La Atalaya). Las primeras doctrinas se basaron en interpretaciones de la Biblia por el fundador de la Watch Tower Bible and Tract Society of Pennsylvania, Charles Taze Russell, luego a estas se le añadieron otras o fueron alteradas o descartadas por sus sucesores, Joseph Rutherford y Nathan Knorr. Desde 1976, se han realizado cambios doctrinales en reuniones privadas del Cuerpo Gobernante de los Testigos de Jehová, cuyas decisiones son descritas como "las revelaciones progresivas de Dios".
Estas enseñanzas se difunden a través de la edición de estudio de La Atalaya, en asambleas y reuniones de la congregación, así como en otras publicaciones. La mayoría de los miembros de la denominación fuera del Cuerpo Gobernante no desempeñan ningún papel en el desarrollo de doctrinas y se espera que se adhieran a todas las resoluciones que se decidan en la Sede de Warwick, Nueva York.

## Método de desarrollo doctrinal
Algunas creencias fundamentales de los testigos de Jehová se han mantenido sin cambios a lo largo de la historia del grupo. Ciertas doctrinas, particularmente relacionadas con la cronología bíblica, se basaron en lo que Russell afirmó que eran una "tradición venerable" que, según él, no estaba directamente confirmada por hechos o escrituras, sino "basada en la fe". Las publicaciones de la Watch Tower afirman que los cambios y refinamientos doctrinales resultan de un proceso de revelación progresiva, en el cual Dios revela gradualmente su voluntad y propósito. La literatura de la Watch Tower ha sugerido que tal iluminación resulta de la aplicación de la razón y el estudio, la guía del espíritu santo y la dirección de Jesucristo y los ángeles.
Rutherford habló de los "relámpagos en el templo" espiritual. La Sociedad reivindica su doctrina de que la "gran muchedumbre" y "otras ovejas" fueron "revelados" a los "siervos terrenales de Dios" en 1935. La literatura de los testigos también ha descrito cambios repentinos en las doctrinas como "destellos de luz" dados por Dios a través de su espíritu santo. Una publicación de 1930 afirmó que Dios usó "diputados invisibles" y "ángeles invisibles" para pasar sus "mensajes" a "La Atalaya". La Atalaya les dijo a los Testigos que no era necesario que entendieran cómo sucedió esto. Un cambio de política de 1973 para expulsar a los consumidores de tabaco se explicó como una decisión que "Jehová ha traído a la atención de su pueblo 'santo'".
Las publicaciones de la Watch Tower a menudo citan el Proverbios 4:18, "Pero la senda de los justos es como la luz brillante de la mañana, que brilla cada vez más hasta que es pleno día" (TNM) al explicar la necesidad de cambiar las doctrinas. La literatura anterior de la organización ha incluido afirmaciones de que sus predicciones acerca de fechas como 1925 eran "indiscutibles", "absoluta e incondicionalmente correcto" y con "el sello de aprobación de Dios Todopoderoso", pero el Cuerpo Gobernante que se estableció más tarde dice que sus enseñanzas no son infalibles ni divinamente inspiradas.
Robert Crompton, autor de un libro sobre escatología de la Watch Tower, señaló que es difícil rastrear el desarrollo de las doctrinas de los Testigos porque los cambios explícitos a menudo no se identifican en la literatura de estos, lo que deja a los lectores perplejos respecto de la forma en cómo mediante mecanismos de manipulación editorial hay diferencias entre una edición a otra. Edmund C. Gruss, un crítico del grupo, descubrió que una publicación de la Sociedad Watch Tower de 1943 que estableció una nueva cronología de la creación, cambiando la fecha de la creación de Adán por 100 años, no mencionó el cómputo antiguo, que anteriormente se había dicho que era "correcto más allá de toda duda".

## Doctrinas fundacionales de la Sociedad Watch Tower
Desde el primer número de la revista, Zion's Watch Tower en julio de 1879, Russell comenzó a publicar una serie de doctrinas. Las cuales muchas fueron extraídas de las enseñanzas del adventismo, incluida la expiación, la resurrección, el alma, la invisible parusía (o retorno) de Cristo y el "plan de las edades" de Dios ". Russell enseñó que la humanidad debía ser redimida no del tormento sino de la pena de muerte que le había sido impuesta a Adán y posteriormente pasó a toda su descendencia. Escribió que el "rescate por todos" de Cristo mencionado en 1 Timoteo 2:5 se aplicaría a toda la humanidad en lugar de solo a los inclinados a la justicia. La muerte de Cristo proporcionó el pago del rescate para liberar a los humanos de la muerte. Creía que unos pocos elegidos resucitarían para servir como sacerdotes celestiales y todos los humanos que habían muerto resucitarían en la tierra, que sería restaurada a la perfección del Jardín del Edén.

### Enseñanzas milenaristas
El tema dominante y central de las enseñanzas de Russell se refería al momento, la naturaleza y el propósito de la segunda venida de Cristo. Sus creencias sobre el momento del advenimiento de Cristo y el plan general para los humanos había obtenido su primera exposición en el libro Tres mundos, y la siega de este mundo, que Russell había pagado al millarista y adventista Nelson H. Barbour para que lo escribiera en 1877. Russell y Barbour se separaron en 1879 y desde 1886 Russell comenzó a escribir sus propios libros que desarrollaron aún más sus creencias de corte Milenialista.
Las doctrinas de Russell sobre el Milenio siguieron una tradición de interpretación de las Escrituras que había comenzado en el siglo I, cuando los rabinos judíos buscaron identificar el tiempo debido para la aparición del Mesías al interpretar la profecía de las setenta semanas de años del Daniel 9:24–27. Su enfoque de la interpretación profética se basó en el principio de día por año, extraído de Ezequiel 4 y Números 14, en el que un día en la profecía representa un año en cumplimiento. Tales enseñanzas fueron revividas y popularizadas a principios del siglo XIX por el predicador adventista estadounidense William Miller.
Russell también incorporó la enseñanza de Miller sobre tipos y antitipos, en la que una situación histórica real (el tipo) prefigura una situación correspondiente (el antitipo), así como una versión modificada de las enseñanzas de John Nelson Darby sobre el dispensacionalismo. Russell modificó las enseñanzas de Darby para crear su propia doctrina de dispensaciones paralelas, en las que el momento de ciertos eventos en la era judía es una indicación profética de los eventos correspondientes al final de la era evangélica. Creía que la armonía interna de su "plan de las edades" probaba su validez más allá de toda duda razonable, señalando que un cambio de solo un año destruiría los paralelismos, y encontró más confirmación en las medidas internas de la Gran Pirámide de Guiza, que él vio como un testigo de apoyo de la Biblia divinamente construido.
Los puntos principales de sus doctrinas sobre la cronología bíblica fueron:
- Setenta semanas de años: Russell creía que la interpretación adventista de la profecía de las 70 semanas "hasta el Mesías Príncipe" en Daniel 9:24–27 podría usarse para demostrar la validez del el principio de día por año. Tomó el 454 a. C. como la fecha del Artajerjes' decreto para reconstruir Jerusalén, y al convertir 69 semanas de siete días (483 días) a 483 años llegó al 29 d. C. como el comienzo del ministerio de Jesús. La crucifixión de Cristo tuvo lugar en el punto medio de la semana 70; el pacto con la nación judía permaneció en vigor otra "semana" (siete años) desde el comienzo de su ministerio hasta la conversión de Cornelio en el año 36, cuando el Evangelio fue llevado a los gentiles.[45]

- Tiempos de los gentiles: Usando la regla de día por año, Russell adoptó y ajustó las enseñanzas de Miller y el inglés John Aquila Brown, quienes enseñaron que el castigo de los israelitas "siete veces" por sus pecados (en Levítico 26) indicaban un período de 2520 años, siete años proféticos de 360 días cada uno. En el sistema de cronología de Russell, el período comenzó con el derrocamiento de Sedequías, el último rey de Judá, un evento que marcó el final del típico Reino de Dios y el comienzo del consiguiente arrendamiento del dominio terrenal a los gobiernos gentiles, como se predijo en Ezequiel 21:25–27. Russell calculó que la remoción de Sedequías ocurrió en 606 a. C. y, por lo tanto, afirmó que los "tiempos de los gentiles" iban desde esa fecha hasta 1914, cuando el reino se restablecería en la tierra bajo el liderazgo de los judío. El fin de los tiempos de los gentiles estaría marcado por el regreso de los judíos a Palestina. Russell creía que el período también fue uno de degradación para la humanidad en general, que él creía que estaba prefigurado por el relato en Daniel 4 del sueño de Nabucodonosor de un gran árbol que se cortaba y se restringía su crecimiento durante siete años.[46][47]

- El tiempo del fin: Miller había formulado doctrinas extraídas de Daniel 12:4, 9 sobre el "tiempo del fin", cuando finalmente se revelaría el significado de ciertas profecías. Russell hizo una pequeña enmienda a la enseñanza, explicando que comenzó en 1799[48] cuando el general francés Berthier entró en Roma, abolió el gobierno papal y estableció la República de Italia.[40] El "tiempo del fin" duraría 115 años hasta 1914.[49] La fecha de 1799, a su vez, se estableció al vincular los 1260 días de Apocalipsis 11:3 con los períodos de tiempo mencionados en los capítulos 2, 7 y 12 de Daniel. Usando el principio de día por año, el período indica 1260 años desde 539 (cuando Justiniano I reconoció al Papa como obispo universal) hasta 1799.[50][51]

- Gran Jubileo: Russell adoptó y enmendó la enseñanza de Miller de un indicador secundario de la fecha límite para el Milenio. La antigua ley judía preveía una serie de sábados, cada uno de los cuales culminaba en el año del Jubileo en el año quincuagésimo(50), cuando se liberaba a los esclavos y se devolvía la propiedad arrendada a sus legítimos dueños.[52] Al igual que Miller, Russell creía que el arreglo presagiaba la liberación de los humanos de la deuda del pecado y la esclavitud a través de la intervención de Cristo.[53] Enseñó que el Milenio era el Gran Jubileo antitípico (el 50.º jubileo de 50 años) y marcó el comienzo de la segunda presencia de Cristo. Utilizando sus cálculos de la fecha del último jubileo antes del exilio judío, añadió 2500 años (50 x 50) y calculó que había comenzado a finales de 1874.[54]

- El gran día de reposo: Russell abrazó la opinión de Miller de que debido a que "un día es para el Señor como mil años", el séptimo período de mil años después de la creación sería un "día" sabático de 1000 años de duración. Pero mientras que Miller creía que 1843 fue 6000 años después de la creación,[52] Russell creía que Adán fue creado en 4129 a. C.[55] y calculó 1872 como el final de los 6000 años. Pensó que era razonable que Adán y Eva hubieran vivido dos años en el Edén antes de pecar, y por lo tanto calculó los 6000 años transcurridos desde el momento en que el pecado entró en el mundo hasta octubre de 1874, cuando Cristo había regresado y comenzaban los tiempos de la restitución.[56]

- Dispensaciones paralelas: Russell amplió la doctrina del dispensacionalismo de Darby, explicando que los eventos que le sucedieron a la nación judía fueron contrapartidas proféticas de los eventos durante la era del Evangelio, y que el momento de esos eventos también tiene un significado profético. Argumentó que los judíos habían disfrutado de 1845 años de favor desde la muerte de Jacob hasta el 33 d. C.[57] (la era judía) y tendrían que soportar el mismo período de tiempo en contra de Dios, así desde el 33 hasta 1878 (la Edad del Evangelio).[58] La caída en desgracia de los judíos fue gradual, abarcando 37 años del 33 al 70, cuando Jerusalén fue destruida, y ese período correspondió a una restauración gradual del favor de Dios hacia ellos entre 1878 y 1914.[59] Pero aunque la caída de la nación judía comenzó en el año 33, el favor de Dios hacia los judíos individuales continuó otros 3½ años desde Pentecostés, tiempo durante el cual el llamado del evangelio se limitó a los judíos. Eso tipificó una oportunidad de tres años y medio desde 1878 hasta 1881 cuando se cerró el "alto llamamiento" o invitación para convertirse en coherederos con Cristo. El período de tres años y medio entre la unción de Cristo como Mesías y su entrada en Jerusalén montado en un asno, siendo aclamado como rey y limpiando el templo de cambistas tipificaba el período entre su "parusía" (1874) y su asunción del poder real y rechazo de los "sistemas de iglesias nominales" (1878).[60] La "cosecha" de 40 años de la era judía del 29 al 69 tipificó 40 año de cosecha de la Edad del Evangelio de 1874 a 1914.[61] La expectativa de los judíos sobre la llegada del Mesías en el tiempo del nacimiento de Jesús, 30 años antes de su unción, se correlacionó con la Gran Decepción, el fracaso de la predicción de Miller de la segunda venida de Cristo en 1844, 30 años antes de la fecha indicada por el sistema de Russell.[62]

## Cronología de los cambios doctrinales
La presente cronología detalla su evolución desde sus orígenes como parte del movimiento de los estudiantes de la biblia (1881-1931),  hasta su evolución a partir de la fundación de los testigos de Jehová en 1931 a la actualidad. 

### Doctrinas sin cambios desde 1879
- La Infalibilidad bíblica. Las primeras copias de Zion's Watch Tower and Herald of Christ's Presence hacían referencia a la Biblia como la "Palabra infalible" de Dios.[63]
- El Regreso de Cristo a la tierra era invisible. Russell afirmó que la palabra griega parousia (Mateo 24:37) se refería a un período de tiempo, traducida con más precisión como "presencia" que como "venida".[64]
- El Reino de Dios es un gobierno celestial organizado sobre la tierra, gobernado por Jesús y los ungidos.[65]
- El nombre de Dios es Jehová. El fundador de la Sociedad Watch Tower, Charles Taze Russell, usó el nombre "Jehová" ocasionalmente, pero no de manera constante, cuando se refería a Dios.[66]
- Los Humanos fueron creados como almas vivientes.[67]
- Las personas que van al cielo resucitan con cuerpos espirituales.[68]
- Jesucristo dio su vida humana como un sacrificio de rescate; creencia en Jesús necesaria para la salvación. Russell creía que el diseño de Dios para la humanidad era una restitución o restauración a la perfección y gloria perdida en el Edén. Esto dependía de que Dios proporcionara un rescate para toda la humanidad para liberarlos de la inevitabilidad de la muerte. Cristo se convirtió en ese sacrificio de rescate.[69][70]
- El paraíso sería restaurado y los humanos podrían vivir para siempre.[71][72][73]
- Los muertos están inconscientes, esperando la resurrección.[74]
- El tiempo de la Segunda Venida, o "presencia", de Cristo se puede calcular a través de la cronología bíblica.[75][76][77]

### 1880–1889
- 1880: la distinción entre Clérigos–laicos fue vista como no bíblica.[78]
- 1881: La fe sola no es suficiente para que alguien llegue a ser coheredero con Cristo en el cielo, sino que también se requiere una vida de "sacrificio al servicio de la verdad".[79]
- 1881: Rechazo de la doctrina de la Trinidad.[80][81][82] Russell afirmó que la doctrina de la Trinidad "no tenía ni una palabra de las Escrituras" para apoyarla. Explicó: "Entendemos que las Escrituras enseñan que el Espíritu Santo no es una persona separada y distinta, sino que es la mente o influencia divina, el poder motivador de la Divinidad ejercido en todas partes y para cualquier propósito, a Su placer".[83][84][85] En 1877, N. H. Barbour había criticado la visión antitrinitaria de los cristianos;[86] un libro de 1880 del escritor J. H. Paton de Zion's Watch Tower enfatizó que el Espíritu Santo era una persona[87] y los primeros números de "Watch Tower" se referían al Espíritu Santo como "él"[88][89][90] y parte de los "Tres Divinos".[91]
- 1882: No existe el infierno de fuego. Según Russell, la mayoría de las referencias al "infierno" en el Nuevo Testamento se tradujeron con mayor precisión como "tumba".[92][93]
- 1887: El Nuevo Pacto, que Russell había afirmado desde 1880, sería inaugurado solo después de que el último de los 144.000 cristianos ungidos hubiera sido llevado al cielo,[94] se decía que era "ahora vigente".[95][96]

### 1890–1899
- 1890: El "Tiempo del Fin" de Daniel 12:4 se identifica como comenzando en octubre de 1799, cuando Napoleón invadió Egipto y terminó con el poder del papado, y terminando en 1914, momento en el que una violenta revolución mundial marcaría el final. del viejo orden mundial y el comienzo de uno nuevo.[97]
- 1891: El rapto bíblico no es un evento repentino. Los ungidos son transformados en forma de espíritu, durante todo el período de la presencia de Cristo, en el momento de la muerte física de cada uno.[98][99]
- 1891: el trono de Dios se encuentra en el cúmulo de estrellas Pléyades.[100]
- 1897: "Esta generación" de Mateo 23:36 definida como "personas que viven contemporáneamente".[101]

### 1900–1909
- 1904: 144.000 "elegidos" para ir al cielo. Russell creía que Dios había elegido un "número fijo y limitado ... que debería constituir la Nueva Creación de Dios". Dios no había preordenado a los individuos, pero aquellos que cumplieran con sus "cualidades morales y medidas de corazón" serían elegidos para ir al cielo.[102][103]

- 1904: "Gran Compañía" de Apocalipsis 7:9, 14 identificada como una clase espiritual secundaria que tiene "insuficiente celo por el Señor, la Verdad y los hermanos" a quienes se les concede la vida celestial, pero en un plano espiritual inferior.[104] En el cielo sirven como sirvientes en lugar de reyes y sacerdotes.[105][106]

- 1904: Descenso mundial hacia la anarquía y desintegración del gobierno humano, previamente previsto para octubre de 1914,[107][108] cambiado para "después de octubre de 1914".[109]
- 1906:De acuerdo a las interpretaciones de Russell, la Evolución es una enseñanza contraria a la Biblia y niega la necesidad de la redención por parte de Cristo.[110][111]

- 1907: La inauguración del Nuevo Pacto se describe como perteneciente "exclusivamente a la era venidera".[112] Russell comenzó a enseñar que la "iglesia" (144.000 cristianos ungidos) no tenía mediador , pero se unió a Cristo como mesías y mediador conjunto durante el milenio.[96][113]

### 1910–1919
- 1914: La duración de cada 'día' creativo de Génesis se define precisamente como 7000 años.[114]
- 1914: Russell "de ninguna manera confía" en que 1914 traería la agitación que había predicho.[115]
- 1916: Momento del Armagedón, previamente afirmado que comenzó en 1874 y culminó en 1914,[116][117] cambió para haber comenzado en 1914.[118][119]
- 1919: La predicación desplaza el "desarrollo del carácter" como "preocupación principal" de los Estudiantes de la Biblia. Russell había enseñado que los cristianos deberían embarcarse en el proceso gradual de "santificación" y mejora de la personalidad para luchar contra las inclinaciones pecaminosas.[120][121] En 1919, The Watch Tower declaró que la principal preocupación de los Estudiantes de la Biblia era trabajar con Dios para encontrar miembros de la clase elegida. .[122]
- 1919: Los siete ángeles, o "mensajeros", de los capítulos 1 y 2 de Apocalipsis se identifican "por primera vez en la historia de la iglesia" como San Pablo,  St John, Arrio, Pedro Valdo, John Wycliffe, Martin Luther y Charles Taze Russell.[123]

### 1920–1929
- 1920: Coronación de Jesucristo como rey del reino de Dios, anteriormente 1878,[116] cambió a 1914.[124]

- 1920: La predicación del evangelio del reino "en todo el mundo para testimonio a todas las naciones" (Mateo 24:14), que anteriormente se afirmaba que ya se había completado,[125] identificada como una obra para los cristianos ungidos modernos.[126]

- 1922: Establecimiento del reino de Dios sobre la tierra, que previamente se esperaba que resultara en la destrucción de los gobiernos humanos y una "nueva regla de justicia" para fines de 1914[127] cambiado a un evento invisible en el cielo en 1914.[128][129]

- 1923: Se imponen limitaciones a la extensión del rescate de Cristo y la esperanza de resurrección. Russell había enseñado que Cristo había provisto un rescate por todos; un artículo de "Watch Tower" de 1923 afirmó que los clérigos no resucitarían ni se beneficiarían del rescate;[130] artículos posteriores afirmaron que los beneficios del rescate también se negarían a Adán y Eva; los que murieron en el diluvio de Noé; los que murieron en Sodoma y Gomorra; tanto las caídas de Jerusalén como los que morirán en Armagedón.[131]

- 1923: "Clase de las ovejas", mencionada en Mateo 25: 31–46 definida como aquellos que hacen el bien para "elegir" la clase y son recompensados sobreviviendo al Armagedón y ganando la vida bajo el reinado de mil años de Cristo. .[132][133][130] Russell había aplicado previamente la parábola a la obra de dividir al pueblo en la Edad del Milenio.[134]

- 1925: Armagedón identificado como una batalla entre Dios y Satanás, que resultó en el derrocamiento de los gobiernos humanos y la religión falsa. Anteriormente se había entendido que Armagedón significaba un "cuerpo a cuerpo entre fuerzas enfrentadas de la humanidad", que resultaba en una revolución social y anarquía política.[135][136][137]

- 1925: Miguel, el dragón y el hijo varón en el Apocalipsis capítulo 12, previamente definido como el Papa, el Imperio Romano y el papado, redefinidos como Jesús, Satanás y la Nueva Nación (o Reino), respectivamente.[138][139]

- 1926: "La organización de Satanás" definida como los gobernantes de la política, el comercio y la religión y todos sus seguidores.[140]

- 1926: Se da nuevo énfasis al uso del nombre Jehová, que anteriormente se usaba con moderación en las asambleas y en la predicación pública. Anunciado en la edición del 1 de enero de 1926 de La Atalaya.[141]

- 1927: "Siervo fiel y prudente" de Mateo 24:45–47, anteriormente definido como Russell desde 1897,[142][143] cambió a una "clase" que comprende a todos los cristianos "ungidos" restantes.[144]

- 1927: "Primera resurrección" de "santos durmientes", anteriormente 1878,[145] cambiado a 1918.[146][147]

- 1927: "Esta generación" de Mateo 23:36, anteriormente definida como "personas que viven contemporáneamente"[101] cambió a un remanente de los "ungidos" en la tierra durante Armagedón.[148]

- 1928: Celebración de la Navidad, anteriormente aceptada como un "tributo de respeto" a Cristo,[149][150] descontinuado debido a su "origen pagano".[151]

- 1928: Gran Pirámide de Guiza en Egipto, anteriormente considerada como un testimonio de la Biblia y su cronología,[44][152] declarado que no tiene significado profético y construido bajo la dirección de Satanás.[153]

- 1929: Honrar el nombre de Dios se describe como "el tema pendiente que enfrenta toda creación inteligente".[154]

- 1929: "Autoridades superiores" de la Romanos 13:1 a quienes los cristianos tenían que mostrar sujeción y obediencia, previamente definidas como autoridades gubernamentales, redefinidas como Dios y Cristo solamente.[155][156] Estado secular entonces considerado como demoníaco y casi sin características redentoras.[157]

- 1929: El "tiempo del fin" de Daniel 12:4, previamente definido como un período de 115 años desde 1799 hasta 1914,[158][159][160] redefinido como un período de duración no especificada que comienza en 1914.[161]

### 1930–1939
- 1930: la "parusía" de Cristo—su segunda venida o "presencia" invisible—establecida previamente en 1874 y reafirmada hasta 1929,[162] cambiado a 1914.[163]

- 1931: Adopción del nombre "Testigos de Jehová".[164]

- 1932: Afirmación de que el Espíritu Santo de Dios dejó de operar en su pueblo cuando "[Jesús] el Señor vino a su templo, en 1918",[165][166] momento en el que Jesús 'se hizo cargo de apacentar el rebaño'.[167]

- 1932: Gog y Magog, previamente definidos como judíos étnicos y cristianos 'falsos' europeos,[168][169] redefinido como "uno de los príncipes en la organización de Satanás" (es decir, un demonio).[170]

- 1932: Identificación de "Jonadabs", una clase de personas "ovejas" que toman una posición por la justicia y que deben ser preservadas por Dios a través del Armagedón para obtener la vida eterna en la tierra. El término se extrajo del relato en 2 Reyes 10.[171] En 1920, Rutherford había escrito que era " irrazonable" pensar que Dios estaba desarrollando otra clase que no fuera el rebaño pequeño (los 144.000 para alcanzar la realeza celestial) y la "gran compañía" (segunda clase espiritual también con una esperanza celestial). En 1934, la Watchtower explicó que los "Jonadabs" sobreviven al Armagedón viviendo en la figurativa "Ciudad de refugio", representada por permanecer afiliados a la Sociedad Watch Tower.[172]

- 1932: Los "judíos" serán restaurados a su tierra natal, anteriormente definidos como judíos literales,[173] redefinido como la congregación cristiana.[157][174][175]

- 1932: Los seguidores de la Sociedad Watch Tower con una esperanza terrenal deben unirse a la obra de predicación mundial.[176] En 1927, "La Atalaya" ordenó que solo los cristianos ungidos tuvieran "derecho" a participar en el ministerio.[177]

- 1934: La enseñanza de 1917 de que Russell estaba ejerciendo una fuerte influencia desde el cielo sobre la "cosecha" de cristianos ungidos[178] descrito como "tonto".[179]

- 1934: La vindicación del nombre de Dios se convierte en doctrina central.[180] Rutherford señaló que Dios había provisto el sacrificio de Jesucristo como precio de redención para la humanidad pecadora, pero escribió que esto era "secundario a la vindicación del nombre de Jehová".[181]

- 1935: "Gran muchedumbre" de Apocalipsis 7 definida como las "ovejas" de Mateo 25, lo que resulta en una redirección de los esfuerzos de proselitismo de reunir a los "elegidos" (remanente de los 144.000 con un destino celestial ) para reunir un número indeterminado de personas que podrían sobrevivir al Armagedón y recibir la vida eterna en la tierra. Anteriormente, se creía que la "gran muchedumbre" tenía una esperanza celestial.[132][182]

- 1935: El uso de tabaco es "impuro" y está prohibido para el personal de Bethel (sucursal) y los superintendentes viajantes.[183]

- 1935: Vacunas, descritas desde 1921 como "diabólicas" y "un ultraje",[184][185] condenada como una violación de la ley de Dios.[186]

- 1936: Dispositivo en el que mataron a Jesús, previamente definido como una cruz de madera, redefinido como un "árbol".[187] Una imagen de la cruz apareció en la portada de The Watch Tower hasta octubre de 1931.[188]

- 1937: Los testigos de Jehová con una esperanza terrenal podrían describirse como "cristianos".[189] En 1930, la Watchtower había afirmado que el término "cristiano" solo podía aplicarse a los seguidores ungidos de Cristo. .[190]

- 1938: Se dice que el mandato de Dios de "ser fructíferos y multiplicarse" se aplicará solo después del comienzo del milenio. La Atalaya dijo que el mandato nunca se había llevado a cabo en condiciones justas, por lo que no se cumplió de acuerdo con la voluntad de Dios. Rutherford instó a los Testigos a retrasar el matrimonio y el tener hijos hasta después del Armagedón.[191]

- 1939: Testigos requeridos para demostrar neutralidad completa en asuntos mundanos.[192]

### 1940–1949
- 1942: Se aplicó la prohibición del tabaco a todos los puestos designados, como superintendentes de congregación y siervos.[193]

- 1943: creación de Adán, anteriormente 4129 a. C.[55] o 4128 a. C.,[194] avanzó 100 años hasta 4028 a. C. El cambio de fechas también movió el punto final de 6000 años de historia humana desde octubre de 1872[195] hasta 1972.[196]

- 1943: La destrucción de Jerusalén pasó del 606 a. C. al 607 a. C., cuando la Sociedad Watch Tower se dio cuenta de que no había año cero entre el 1 a. C. y el 1 d. C., para mantener los cálculos con respecto a 1914; el regreso de los judíos de Babilonia a Jerusalén se movió del 536 a. C. al 537 a. C. para mantenerse 70 años después del 607 a. C.[197][198]

- 1944: la creación de Adán, anteriormente 4028 a. C., cambió a 4026 a. C.[199]

- 1944: La responsabilidad de administrar disciplina, incluyendo la expulsión de miembros disidentes pasó de toda la congregación a comités judiciales congregacionales.[200][201] Russell había recomendado en una Publicación de 1904 de que un "comité" de la congregación debía investigar el "error o pecado" grave de un miembro de la misma, pero toda la congregación debería votar para determinar si se "expulsaría de la congregación".[202]

- 1944: El "cuerpo gobernante" identificado como sinónimo de Watch Tower Bible & Tract Society.[203][204]

- 1945: La Transfusión de sangre está prohibida.[205][206] Russell había visto la prohibición de comer sangre en Hechos 15:19–29 como una 'sugerencia' a los cristianos gentiles para "protegerse de tropezar o convertirse en piedra de tropiezo para otros"[207] y asegurar la paz dentro de la iglesia primitiva.[208]

### 1950–1959
- 1951: La Celebración de cumpleaños es considerada "censurable" porque las celebraciones están "impregnadas de adoración falsa" y exaltan a los humanos.[209]

- 1951: "Esta generación" de Mateo 23:36, previamente definida como un remanente de los "ungidos" en la tierra durante Armagedón[148] fue cambiada a "una 'generación' en el sentido ordinario", o sea, el según este entendimiento el fin vendría antes que muriese esa generación que estaba viva en 1914.[210]

- 1952: Las Vacunas, previamente condenadas, consideradas aceptables.[211][212]

- 1953: la creación de Adán, anteriormente 4026 a. C., cambió a 4025 a. C. Fin del "día de descanso" de Dios de 6000 años que finalizaría en el hemisferio norte en el otoño de 1976.[199]

- 1953: No se puede conocer la ubicación de Dios en el universo,[213] reemplazando la opinión anterior de que el trono de Dios está ubicado en el cúmulo estelar de las Pléyades.[100][214]

- 1953: Gog, anteriormente identificado como uno de los príncipes demoníacos de Satanás,[170] redefinido como el mismo Satanás; Magog redefinido como "un reino espiritual limitado cerca de la vecindad de la tierra".[215]

- 1954: Adoración de Jesús, anteriormente considerada apropiada y necesaria,[216][217][218] pasa a ser considerada inapropiada, con la Traducción del Nuevo Mundo traduciendo proskyne′ō como "rendir homenaje a" en lugar de "adorar" (Versión King James).[219]

- 1955: La operación del Espíritu Santo, que en 1932 se afirmó que cesó en 1918, declarada como todavía operativa después de 1918.[220]

- 1958: Varios cambios en la interpretación de los 'reyes del norte y del sur' de Daniel 11:17–19 y 11:27–45, que antes se parecían más a las interpretaciones adventistas anteriores. El 'rey del norte' redefinido como Antíoco III (versículos 17–19); el Imperio alemán (27–30); Adolf Hitler (30–31) y después de la Segunda Guerra Mundial Unión Soviética (32–45). El 'rey del sur' redefinido como Ptolomeo V (versículos 17–19) y Angloamérica (27–45).[221]

### 1960–1969
- 1961: La aceptación de una transfusión de sangre se considera un delito de expulsión.[222] La aceptación del trasplante de órganos humanos se estipuló como un asunto personal que se decidiría sin críticas.[223]

- 1962: "Autoridades superiores" de Romanos 13:1 redefinidas como gobiernos terrenales, revirtiendo el cambio de 1929[224] a las enseñanzas de Russell de 1886.[225] Un año antes, se consideró que el punto de vista de Russell había hecho impuros a los Estudiantes de la Biblia de la Watch Tower a los ojos de Dios.[155][226]

- 1963: la creación de Adán cambió a 4026 a. C.[227] El fin de los 6.000 años de historia humana se cumpliría en el hemisferio norte en el otoño de 1975.[228]

- 1967: Los trasplantes de órganos humanos son equiparados con el canibalismo,[229] "una práctica abominable para todas las personas civilizadas", y se dice que es un procedimiento no permitido por Dios.[230] Los comentaristas interpretaron el artículo de la Watchtower que anuncia el punto de vista como una prohibición.[231][232] En un artículo de 1972, se describe que los testigos de Jehová han tomado una "posición" en contra de los trasplantes de órganos, salvándolos de las consecuencias de tal operaciones, sobre la base de la descripción del procedimiento como "una forma de canibalismo".[233]

- 1968: Intervalo entre la creación de Adán y el cierre del sexto "día" creativo, anteriormente "bastante tiempo",[234][199][235] cambiado a "un período de tiempo comparativamente corto" que "puede involucrar solo una diferencia de semanas o meses, no de años". El cambio generó expectativas de que el reinado de 1000 años de Cristo podría comenzar en 1975.[236]

### 1970–1979
- 1971: El "cuerpo gobernante" deja de ser identificado como sinónimo de la Junta Directiva de la Sociedad Watch Tower.[204]

- 1973: El uso del Tabaco queda prohibido. Los fumadores no son aceptados para el bautismo y los Testigos bautizados deben ser expulsados si continúan fumando después de "un período de tiempo razonable, de seis meses".[237]

### 1980–1989
- 1980: Aceptación de trasplantes de órganos humanos estipulados como una cuestión de elección personal que no justifica la disciplina de la congregación. La visión de los trasplantes como canibalismo ahora se dice que solo la tienen "algunos cristianos".[238] Los comentaristas consideran que este artículo de La Atalaya es un cambio de la posición de la Sociedad en 1967 de que Dios no permite el procedimiento.[8][232]

- 1981: Los miembros que renuncian formalmente a la membresía del grupo (desasociarse) deben ser rechazados de la misma manera que los Testigos expulsados.[239][240]

- 1983: Las artes marciales y portar "armas de fuego para protección contra humanos" descalifican a un Testigo de "privilegios especiales en la congregación", como el nombramiento como anciano.[241]
- 1986: Doctrinas sobre la evolución y la creación enmendados. Se rechaza formalmente el creacionismo de la Tierra Joven al que califican como "una hipótesis sin sustento bíblico y poco creíble",[242] según su doctrina, se afirma que los testigos de Jehová "no son creacionistas" sobre la base de que no creen que la tierra fue creada en seis días literales.[243][244]

- 1988: Duración de los 'días' creativos en Génesis, previamente definidos como exactamente 7000 años cada uno,[245] cambiado a "al menos "miles de años de duración".[246]

### 1990–1999
- 1990: El intervalo entre la creación de Adán y el cierre del sexto "día" creativo cambió a "algún tiempo", empleando una referencia de 1963 en lugar del cambio de 1968.[247]

- 1992: Los "Netinim modernos", previamente definidos como sinónimos de las "otras ovejas",[248] redefinido como un subconjunto de las "otras ovejas" que sirven en posiciones de autoridad dentro de la organización como "colaboradores" del Cuerpo Gobernante.[249]

- 1993: El 'rey del norte' de Daniel 11:44–45, anteriormente identificado como la Unión Soviética, considerado incierto desde 1991 tras la disolución de la Unión Soviética.[250][251]

- 1995: El cumplimiento de la parábola de la separación de las ovejas y las cabras de Jesús, que anteriormente se consideraba que estaba en curso desde 1914, cambió a después del comienzo de la 'Gran Tribulación' .[252][253]

- 1995: La expresión "vindicación del nombre de Jehová" se declara innecesaria, con énfasis en "vindicar su soberanía" y "santificar su nombre" como más precisas.[254] La expresión anterior no había aparecido en ninguna publicación de la Sociedad Watch Tower desde 1991.[255]

- 1995: "Esta generación" en Mateo 23:36, previamente definida como una vida humana típica desde la "parusía" de Jesús en 1914,[210] redefinida como una clase de personas que muestran ciertas características por un período de tiempo indefinido.[256][257][258][259][260]

### 2000–2009
- 2007: Selección de los 144.000 "ungidos", que anteriormente se consideraba que finalizó en 1935,[261] cambió a un período indefinido.[262]

- 2008: "Esta generación" redefinida como creyentes "ungidos", que "no morirán" antes de que comience la gran tribulación.[263] Se convirtió en un retroceso hacia la creencia sostenida en 1927.[148]

### 2010–2019
- 2010: "Esta generación" redefinida para incluir "otros ungidos que verían el comienzo de la gran tribulación", cuyas vidas "se traslaparía" con "la vida de los ungidos que estaban en la Tierra en 1914".[264]

- 2012: "Esclavo fiel y discreto", anteriormente definido como sinónimo de "ungido" y representado por el Cuerpo Gobernante,[265] redefinido para referirse únicamente al Consejo de Administración. Los "domésticos", previamente definidos como cada miembro de los "ungidos" individualmente, redefinidos como incluyendo a todos los miembros de los "ungido" y la "gran muchedumbre". El "esclavo malo" de Mateo 24:48, anteriormente definido como antiguos miembros "ungidos" que rechazan a Jesús, redefinido como una advertencia hipotética al "esclavo fiel".[266][267]

- 2014: "Gog de Magog", previamente identificado como Satanás,[215] redefinido como una "coalición de naciones" no especificada.[268]

- 2015: La 'llegada del novio' de Mateo 25:10, que antes se consideraba que se refería a 1919,[269] cambió a un tiempo futuro de juicio.[270] Las 'vírgenes insensatas' de Mateo 25:8–9, que antes se consideraba que se referían a los Estudiantes de la Biblia que rechazaron la Sociedad Watch Tower en 1919,[271] cambiado a hipotéticos individuos 'ungidos' infieles que serían reemplazados por otros individuos fieles 'ungidos' antes de la Gran Tribulación.[272]

- 2016: Los 'huesos secos' en el capítulo 37 de Ezequiel, anteriormente entendido como persecución de los 'ungidos' en 1918 seguido de un 'resurgimiento' en 1919, reinterpretado como "cautiverio espiritual" desde el siglo II hasta 1919.[273]

- 2016: El 'hombre con el tintero' en el Ezequiel capítulo 9, previamente entendido como miembros de los 'ungidos' que marcaban simbólicamente a las personas mediante la predicación, redefinido como Jesús juzgando a las personas durante la Gran Tribulación.[274]

- 2016: La unión de los 'dos palos' en el capítulo 37 de Ezequiel, previamente asociado con la reunificación de los 'ungidos' luego de una disputa de liderazgo de la Sociedad Watch Tower,[275] redefinido como el 'ungido' al que se une la 'gran muchedumbre'.[276]

- 2018: El 'rey del norte' de Daniel 11:44–45, previamente declarado incierto desde 1991, reidentificado como "Rusia y sus aliados".[277]

- 2018: La visión del templo en Ezequiel, anteriormente comparada con la "tienda" en la Epístola a los Hebreos (que los testigos de Jehová llaman un "templo espiritual"), redefinida como una representación más general de las normas de Dios para adoración.[278]

### 2020–2029
- 2020: Identificación de varios eventos históricos desde el siglo II hasta principios del XIX relacionados con los 'reyes del norte y del sur' abandonados. El 'rey del norte' de Daniel 11:25–26, previamente identificado como Aureliano, redefinido como el Imperio alemán. El 'rey del sur' por los mismos versos, anteriormente identificado como Zenobia, redefinido como "Gran Bretaña".[279]

- 2024: Cambian la interpretación de 2 Juan 9-11 y solo lo aplican a los apóstatas. Por esa razón, a partir de esa fecha los testigos de Jehová pueden dar un saludo a los expulsados que asistan al Salón del Reino y pueden invitar a los expulsados a las reuniones de los Testigos de Jehová, ambas acciones antes estaban prohibidas.[280]